# Ahmed El-Ahmar
Ahmed Mostafa El-Ahmar (arabisch أحمد مصطفى الأحمر, DMG Aḥmad Muṣṭafā al-Aḥmar, * 27. Januar 1984 in Kairo) ist ein ägyptischer Handballspieler. Der 1,90 Meter große El-Ahmar, der für al Zamalek SC spielt und für die ägyptische Nationalmannschaft aufläuft, wird meist im rechten Rückraum eingesetzt.

## Karriere
Ahmed El-Ahmar spielte in seiner Heimat für al Zamalek SC, mit dem er 2011 die afrikanische CAHB Champions League sowie 2009, 2010 und 2011 Coupe d'Afrique des vainqueurs de coupe de handball gewann. Beim IHF Super Globe 2010 wurde er mit 41 Toren in vier Spielen und beim IHF Super Globe 2011 mit 37 Toren in vier Spielen jeweils Torschützenkönig. Auch 2012 gehörte er mit 32 Treffern in fünf Partien zu den besten Werfern. Anschließend wechselte er nach Katar und lief zunächst für Qatar Army auf. Im Sommer 2013 wurde er von al-Jaish unter Vertrag genommen, mit dem er erneut am Super Globe 2013 (26 Tore) und 2014 (28 Tore) teilnahm. Im Februar 2015 wurde der Linkshänder von der SG Flensburg-Handewitt als Ersatz für den verletzten Holger Glandorf bis zum Saisonende ausgeliehen. Mit der SG gewann er den DHB-Pokal 2014/15. Anschließend schloss er sich al Zamalek SC an. Für den IHF Super Globe 2022 wurde er vom Khaleej SC aus Saudi-Arabien ausgeliehen.
Mit der ägyptischen Nationalmannschaft nahm Ahmed El-Ahmar an den Olympischen Spielen 2004, 2008, 2016 und 2020 sowie den Weltmeisterschaften 2007, 2009, 2011, 2013 und 2015 teil. 2016 gewann er mit Ägypten die Afrikameisterschaft im eigenen Land, 2004, 2008, 2020 und 2022 wurde er ebenfalls Afrikameister. Bei den Mittelmeerspielen 2022 errang er mit Ägypten die Silbermedaille, nachdem er 2013 bereits die Goldmedaille gewonnen hatte.
Insgesamt bestritt er über 322 Länderspiele, in denen er 1425 Tore erzielte.

## Bundesligabilanz
| Saison    | Verein                 | Spielklasse | Spiele | Tore | 7-Meter | Feldtore |
| --------- | ---------------------- | ----------- | ------ | ---- | ------- | -------- |
| 2014/15   | SG Flensburg-Handewitt | Bundesliga  | 15     | 35   | 0       | 35       |
| 2014–2015 | gesamt                 | Bundesliga  | 15     | 35   | 0       | 35       |